# Charzowice
Charzowice – wieś w Polsce położona w województwie świętokrzyskim, w powiecie kazimierskim, w gminie Czarnocin.
| SIMC    | Nazwa | Rodzaj    |
| ------- | ----- | --------- |
| 0235720 | Dwór  | część wsi |

W latach 1975–1998 miejscowość administracyjnie należała do województwa kieleckiego.

## Historia
W wieku XIX Charzowice, wieś i folwark, w powiecie pińczowskim, gminie. Czarkowy, odległość od Pińczowa 30 wiorst.
W połowie XV w. dziedzicem był Ujezdzki herbu Drużyna. Dziesięcinę z łan kmiecych pobierał prepozyt wiślicki, z folwarku pleban w Sokolinie. (L. B. li 412).